# Tremadociano
Nella scala dei tempi geologici, il Tremadociano rappresenta il primo dei due piani o età in cui è suddiviso l'Ordoviciano inferiore, la prima epoca dell'intero periodo Ordoviciano, che a sua volta è il secondo dei sei periodi in cui è suddivisa l'era del Paleozoico. 
È compreso tra  485,4 ± 1,9 e 477,7 ± 1,4 milioni di anni fa (Ma), preceduto dal Furongiano (l'ultimo piano del precedente periodo Cambriano) e seguito dal Floiano.

## Etimologia
Il nome deriva da quello del villaggio di Tremadog, vicino a Caernarfon, nel Galles Settentrionale.

La denominazione e il piano furono proposti, con il nome di Tremadoc Group, da Adam Sedgwick nel 1846.

## Definizioni stratigrafiche e GSSP
La base del Tremadociano, nonché dell'intero periodo Ordoviciano, è data dalla prima comparsa negli orizzonti stratigrafici dei conodonti della specie Iapetognathus fluctivagus. Questo limite inferiore è posizionato appena sopra la prima comparsa della zona conodontica del Cordylodus lindstromi e appena al di sotto della comparsa dei primi graptoliti planctonici.
Il limite superiore è fissato dalla prima comparsa dei graptoliti della specie Tetragraptus approximatus.

### GSSP
Il GSSP, il profilo stratigrafico di riferimento della Commissione Internazionale di Stratigrafia, è stato identificato nella sezione Green Point, situata nel Parco nazionale Gros Morne, circa 70 km dall'aeroporto di Deer Lake e circa 10 km a nord di Rocky Harbour, nella parte occidentale dell'isola di Terranova, nel Canada.

## Caratteristiche
Questo piano si distingue per la presenza di diversi invertebrati marini, ritrovati sia in Gran Bretagna che negli Stati Uniti.